# Aun Pornmoniroth
Aun Pornmoniroth (tiếng Khmer: អូន ព័ន្ធមុនីរ័ត្ន; sinh ngày 1 tháng 10 năm 1965) là Bộ trưởng Bộ Kinh tế và Tài chính Campuchia. Ông cũng đảm nhận chức vụ cố vấn kinh tế cho Thủ tướng từ tháng 12 năm 1998. Trước khi được bổ nhiệm làm Bộ trưởng, ông làm việc ở Bộ Kinh tế và Tài chính với hàm Quốc vụ khanh. Ông cũng là Đại biểu Quốc hội tỉnh Kandal, đắc cử năm 2018.

## Tiểu sử
Aun Pornmoniroth sinh năm 1965 tại Phnôm Pênh, Campuchia. Ông là nhà kinh tế học từng phục vụ Bộ Kinh tế và Tài chính từ năm 1994. Chức vụ đầu tiên của ông là làm trợ lý cho Thủ tướng Hun Sen từ tháng 9 năm 1993 đến tháng 2 năm 1994. Tháng 12 năm 1998, ông nhậm chức cố vấn kinh tế cho Thủ tướng, với hàm Quốc vụ khanh. Ngày 6 tháng 2 năm 1999, ông được bổ nhiệm làm Tổng Thư ký Bộ Kinh tế và Tài chính. Ông là thành viên Hội đồng quản trị Trường Quản trị Hoàng gia và Ngân hàng Quốc gia Campuchia.
Năm 2013, ông được chọn kế nhiệm Bộ trưởng Tài chính sắp thôi việc Keat Chhon và đảm nhận chức vụ vào ngày 24 tháng 9 năm 2013. Tiến sĩ Moniroth cũng là Chủ tịch Hội đồng Kinh tế Quốc gia Tối cao (kể từ tháng 9 năm 2001).

## Học vấn
Pornmoniroth tốt nghiệp Đại học Quốc gia Moskva, nơi ông nhận được bằng Tiến sĩ Triết học về khoa học xã hội và chính trị. Ông thông thạo cả tiếng Anh và tiếng Nga.